# الحيانية (حوطة بني تميم)
الحيانية، هي قرية من فئة (ب) تقع في محافظة حوطة بني تميم، والتابعة لمنطقة الرياض في السعودية. وتبعد الحيانية عن محافظة حوطة بني تميم بمسافة تقارب (130) كم.